# エヴァルト・ヘリング

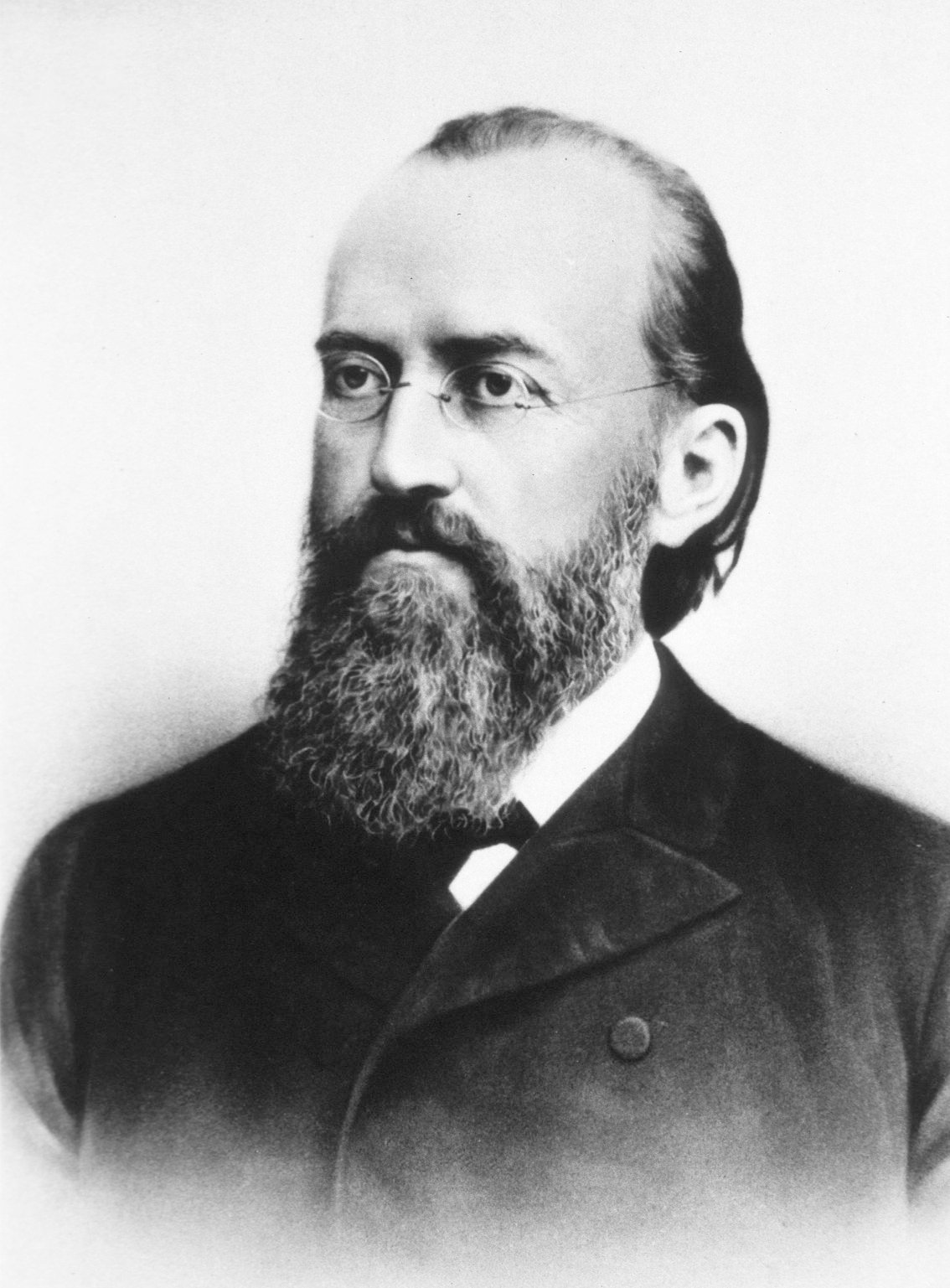
エヴァルト・ヘリング

ヘリング錯視

カール・エヴァルト・コンスタンティン・ヘリング（Karl Ewald Konstantin Hering、1834年8月5日 - 1918年1月26日）は、ドイツの生理学者、神経科学者。色覚、両眼知覚、眼球運動、超鋭敏症について多くの研究を行った。ヘーリングと表記されることもある。
ザクセン王国のアルト・ゲルスドルフで生まれ、ライプツィヒ大学で学んだ。のちに、帝国立チェコ・カレル・フェルディナンド大学の初代学長に就任した。
ヘリングは色覚についての研究を行い1878年に反対色説を発表したことでで知られるほか、1861年にはヘリング錯視を、1868年にはヨゼフ・ブロイウェルとともにヘーリング・ブロイウェル反射を発表した。
息子にはツェルマク・ヘーリング反射を発見したハインリッヒ・エヴァルト・ヘリング、おじに医師のコンスタンティン・ヘリング、祖父に構成者のカール・ゴットリープ・ヘリング、門下には呉建がいる。

## 生涯

### 初期
ヘリングはドイツのザクセン州アルト＝ゲルスドルフで生まれた。彼は貧しい家庭で、ルーテル派の牧師の息子として育ったと考えられている。ヘリングはツィッタウのギムナジウムに通い、1853 年にライプツィヒ大学に入学した。そこで彼は哲学、動物学、医学を学び、1860年に医学博士号を取得した。
ヘリングがどのようにして研究の訓練を受けたのかは、はっきりしない。当時、ヨハネス・ペーター・ミュラーはおそらくドイツで最も有名な生理学者だった。ヘリングはミュラーの指導の下で学ぶことを申請したが拒否されたようである。そのことが、ミュラーの弟子であるヘルマン・フォン・ヘルムホルツに対する敵意につながったのかもしれない。しかし、ライプツィヒではエルンスト・ヴェーバーとグスタフ・フェヒナーが精神物理学の画期的な研究を行っていた。ヘリングが彼らの指導の下で学んだという証拠はないが、晩年、彼は誇らしげに「フェヒナーの弟子」であると認めていた。
卒業後、ヘリングはライプツィヒで医師として開業した。研究に費やす時間も資金も十分ではなかったが、彼は両眼視（両眼を一緒に使って見ること）とホロプター（2つの網膜上の解剖学的に同一の点に投影される空間の点）の問題に取り組んだ。そこで、全く無名の科学者であったにもかかわらず、当時ドイツ最高の科学者、数学者と考えられていたヘルマン・フォン・ヘルムホルツとは独立して、ホロプターの数学的導出を独自に発表し、科学界を驚かせた。ヘリングは、ヘルムホルツのホロプター導出における（重要ではない）数学的な誤りを嘲笑するほどだった。

### 大学での職位
その後、ヘリングは1870年までウィーン陸軍士官学校の生理学教授に任命された。より豊富な資源を得て、彼は生理学、特に心臓と呼吸器系に関する重要な研究を行った。1870年、彼はヤン・エヴァンゲリスタ・プルキニェの後任としてプラハ大学に着任し、その後25年間その職に就いた。そこで彼は、大学をチェコ語で教えることを望むチェコの民族主義的な人々と、少数のドイツ人教授との間で激しい論争に巻き込まれた。最終的に、1882年にドイツの独立した大学である帝国立チェコ・カレル・フェルディナンド大学が設立され、ヘリングはその初代学長となった。
ヘリングは晩年、ドイツに戻り、1895年に61歳でライプツィヒ大学の教授となった。1915年に引退し、3年後に結核で亡くなった。彼は無神論者であった。

## 反対色説
1878年、ヘリングは『Zur Lehre vom Lichtsinne』（光の感覚の教義について）や『Grundzüge der Lehre vom Lichtsinn』（光感覚の教義の基本）の中で反対色説を発表した。
ヤング＝ヘルムホルツの三色説では「色は赤・緑・青の3要素の刺激の比率に応じて知覚される」としていたが、ヘリングは三色説では「赤と緑の混色」だとする黄は赤とも緑とも全く異なるとし、黄は混色ではなく独立した色だと考えた。網膜には対となる「赤-緑」「黄-青」に反応する視物質、さらに明るさを示す「白-黒」に反応する視物質が存在すると仮定した。
色はそれらの3対の網膜視物質の光化学反応によって知覚されるとしており、その光化学反応は「同化」と「異化」と呼ばれる。例えば「紫」を示す光が網膜に当たったとき、「赤-緑物質」は同化によって赤を生じ、「黄-青物質」は異化によって青を生ずることで、「紫」が知覚される。なお明るさは中間であることから、「白-黒物質」は同化と異化が同時に起きる。白色光の場合は「白-黒物質」は同化、「赤-緑物質」「黄-青物質」はともに同化と異化が同時に起きる。この理論により順応・対比・補色残像などを説明することが可能である。
反対色説は4つの色を基本としていることから四原色説、四色説、あるいはヘリングの色覚説と呼ばれることもある。また、この説における4つの有彩色（赤・黄・緑・青）を心理四原色と呼ぶ。

この説はヘリングの観察によって成立したもので発表当初は注目されていなかったが、その後外側膝状体に反対色説を裏付ける細胞が見つかったことから生物学的にも実証され、今日では色覚理論においては反対色過程と呼ばれる重要な位置づけにある。

反対色説における6つの基本色
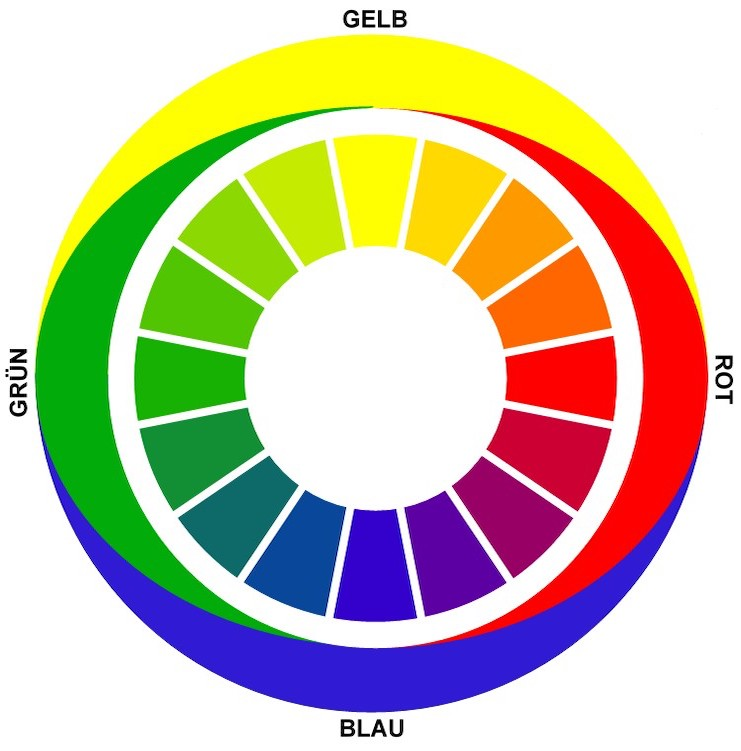
ヘリングの色相環